# Cliff Porter
Pour les articles homonymes, voir Porter.

a Compétitions nationales et continentales officielles uniquement.

b Matchs officiels uniquement.
Dernière mise à jour le 17 janvier 2024.
 Clifford Glen Porter, né le 5 mai 1899 à Govan (aujourd'hui district de Glasgow) en Écosse et décédé le 12 novembre 1976 à Wellington en Nouvelle-Zélande, est un joueur de rugby à XV ayant représenté l'équipe de Nouvelle-Zélande. Il évolue au poste de troisième ligne aile.  

## Carrière
Cliff Porter joue 48 matchs avec la province de Wellington.
Il dispute son premier test match avec l'équipe de Nouvelle-Zélande le 18 janvier 1925 contre l'équipe de France. Son dernier test match est contre les Lions britanniques, le 9 août 1930. 
Il est particulièrement connu pour être le capitaine des All Blacks de la célèbre tournée 1924-1925. Il est capitaine de sa sélection pour un total de 37 fois lors de sa carrière.

## Palmarès
- Nombre de test matchs avec les Blacks :  7  (7 fois capitaine)
- Nombre total de matchs avec les Blacks :  41  (37 fois capitaine)